# Кримськотатарське образотворче мистецтво
Кримськотатарське образотворче мистецтво відображає історію, традиції, вірування та естетику кримськотатарського народу, який протягом століть створював унікальні зразки творчості. Воно має унікальний стиль, що сформувався під впливом ісламської культури, середньовічного Сходу, а також елементів впливу грецької, італійської, турецької та інших традицій, які переплелися на Кримському півострові.

## Історія та особливості
Образотворче мистецтво Криму до кінця 18 століття розвивалося за власними традиціями. У період Кримського ханства та після його анексії кримськотатарське мистецтво характеризувалося такими напрямами, як монументальний живопис, середньовічна книжкова мініатюра, а також високоякісна кольорова графіка, яка використовувалася для створення фамільних гербів і знаків кримської знаті. Основними стилями були орнаментальний, квітковий і геометричний.
З кінця 18 століття, після анексії Кримського ханства Російською імперією, і до кінця 19 століття, розвиток кримськотатарського образотворчого мистецтва перебував у стані занепаду. Це було пов’язано з загальною історико-культурною ситуацією на півострові та політикою царського уряду щодо місцевої культури і кримськотатарського населення. Однак тоді ж почали поступово впроваджуватися європейські художні традиції, зокрема станковий живопис.
Наприкінці 19 століття розвиток мистецтва активізувався після приїзду в Крим  російських художників. Крім того, окремі представники кримськотатарської інтелігенції здобували художню освіту у Європі. У 1830–1850-х роках на півострові працювали митці німецької (В. Кізеветер), французької (О. Раффе) та італійської (К. Боссолі) шкіл, які жили в кримськотатарському середовищі та вплинули на розвиток місцевого мистецтва.